# ココ・B・ウェア
ココ・B・ウェア（"Birdman" Koko B. Ware、本名：James Ware、1957年6月20日 - ）は、アメリカ合衆国の元プロレスラー。テネシー州ユニオンシティ出身のアフリカ系アメリカ人。
全盛時は地元のテネシー地区やWWFを主戦場に活躍。跳躍力を活かした空中殺法と陽気なキャラクターで子供ファンの支持を集めた。

## 来歴
1978年、ジェリー・ジャレットが主宰する地元テネシー州メンフィスのCWAでデビュー。以降も1980年代半ばまでCWAを主戦場に、ベビーフェイスとヒールの両方のポジションで活動。ジェリー・ローラー、ソニー・キング、ボビー・イートン、トミー・リッチ、オースチン・アイドル、ジミー・バリアント、ビル・ダンディーらと激闘を繰り広げ、ミッドアメリカ・ヘビー級王座を通算6回獲得した。覆面を被り、黒人マスクマンのスタッガー・リー（Stagger Lee）またはスウィート・ブラウン・シュガー（Sweet Brown Sugar）に変身したこともある。軽量級戦線でも活動し、1983年10月10日にはトミー・ロジャースからUSジュニアヘビー級王座を奪取した。
タッグではノーベル・オースチンとの黒人コンビ、プリティ・ヤング・シングス（Pretty Young Things、別名PYTエクスプレス）で活躍。CWAのみならず、NWAの主要テリトリーだったダラスやフロリダにも遠征し、1985年2月26日にはジェイとマークのヤングブラッド兄弟からフロリダ地区のUSタッグ王座を奪取した。
1986年にWWFと契約。バードマン（Birdman）のニックネームを与えられ、オウムのフランキー（Frankie）を帯同して入場するショーマン派のベビーフェイスとして売り出される。1987年からはブッチ・リードとの黒人同士の抗争を展開し、3月29日のレッスルマニアIIIで決着戦が行われるも敗退。以降もヒール勢相手のジョバーなど、主にミッドカード専門の前座要員となり、タイトルには縁がなかったものの1994年まで8年間にわたってWWFに在籍した。

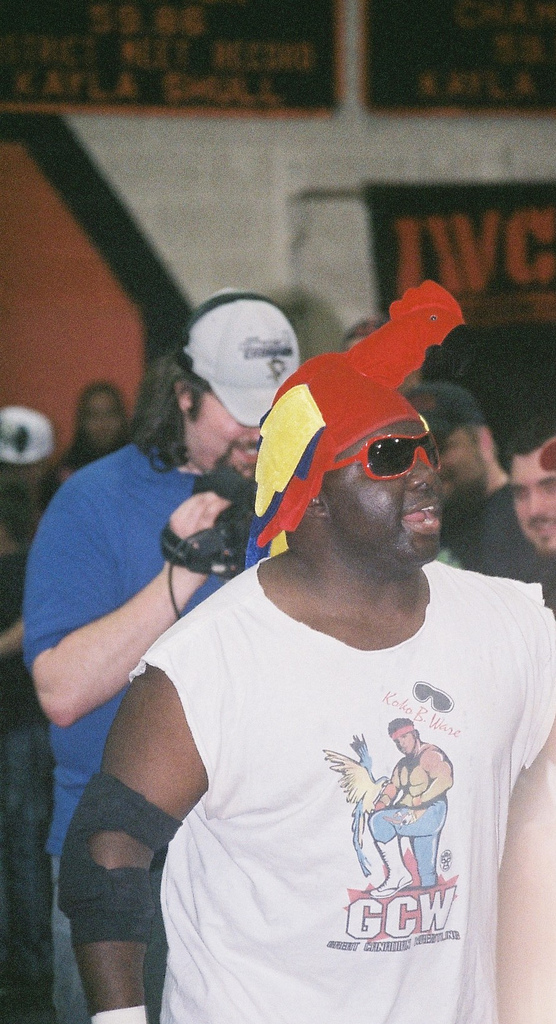
2010年

その間、1991年1月に当時WWFの日本での提携先だったSWSに初来日。1992年からは、同じく空中戦を得意としていた "ザ・ロケット" オーエン・ハートをパートナーに、ハイ・エナジー（High Energy）を結成してタッグ戦線に進出。ビバリー・ブラザーズ（ボウ・ビバリー&ブレイク・ビバリー）、マネー・インク（テッド・デビアス&IRS）、ヘッドシュリンカーズ（サムー&ファトゥ）などのチームと抗争した。また、同時期にWWFとの提携を開始したメンフィスのUSWA（CWAの後継団体）にも参戦、ジェリー・ローラーやカマラとタイトルを争った。
WWF退団後はインディー団体を転戦して、1995年6月にはニューイングランド地区のIWCCWでグレッグ・バレンタインを破り、同団体認定のヘビー級王座を獲得。その後はセミリタイアしていたが、2000年代よりスポット参戦を再開。メンフィス周辺のインディー団体にレジェンドとして登場し、時折試合も行っている。
2005年10月24日、久々にWWEのリングに上がり『Heat』の枠内にてロブ・コンウェイと対戦した。2008年6月8日にはジェイク・ロバーツらWWF時代の仲間と共にTNAにも登場。2009年4月4日、WWE殿堂に迎えられている。

## エピソード

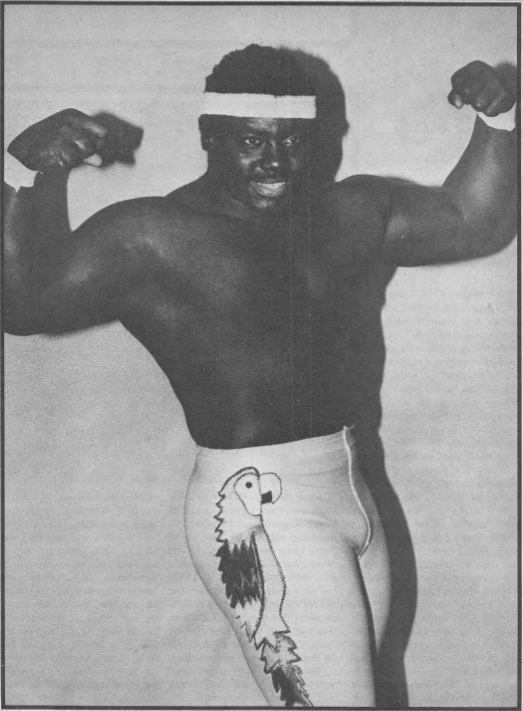
1987年

- 1980年代後半にWWFを共にサーキットしたダイナマイト・キッドは、小柄な黒人選手であるココを「バックウィート」と呼んでいた。これは1930年代に製作されたアメリカのTVシリーズ『リトル・ラスカルズ』（日本では1960年代初頭に『ちびっこギャング』の邦題で放送）に登場する黒人の子供の名前である。バックウィート（Buckwheat）とは「そばの実」の意味で、黒人を指す隠語でもある。キッドには差別的な意思はまったくなく、ココもそのことを理解して、彼らの間でのみ通じるジョークとして受け入れていた。ある晩、ホテルのバーで酒に酔ったポール・ローマがココに向かってこの呼び名を叫び、叩きのめされたことがあるという[13]。
- 1993年1月11日にスタートしたWWEの看板番組『RAW』において、ココは初回放送のオープニング・マッチに出場している（結果は対戦相手のヨコズナに敗退）[14]。
- 1999年、ハイ・エナジーのパートナーだったオーエン・ハートがブルー・ブレイザーのギミックをヒール・バージョンで復活させていた際、覆面レスラーの"ブラック" ブルー・ブレイザー（"Black" Blue Blazer）となってオーエンと対峙するというアングルが組まれた。オーエンの事故死により、このアングルは自然消滅している。
- リングネームの「B」はジム・ロスが付けたものであり、現在でもお互い友人であると語っている。

## 得意技
- ミサイル・ドロップキック[15]
- バードバスター / ゴーストバスター[15]
- ヘッドバット
- フライング・クロス・ボディ

## 獲得タイトル

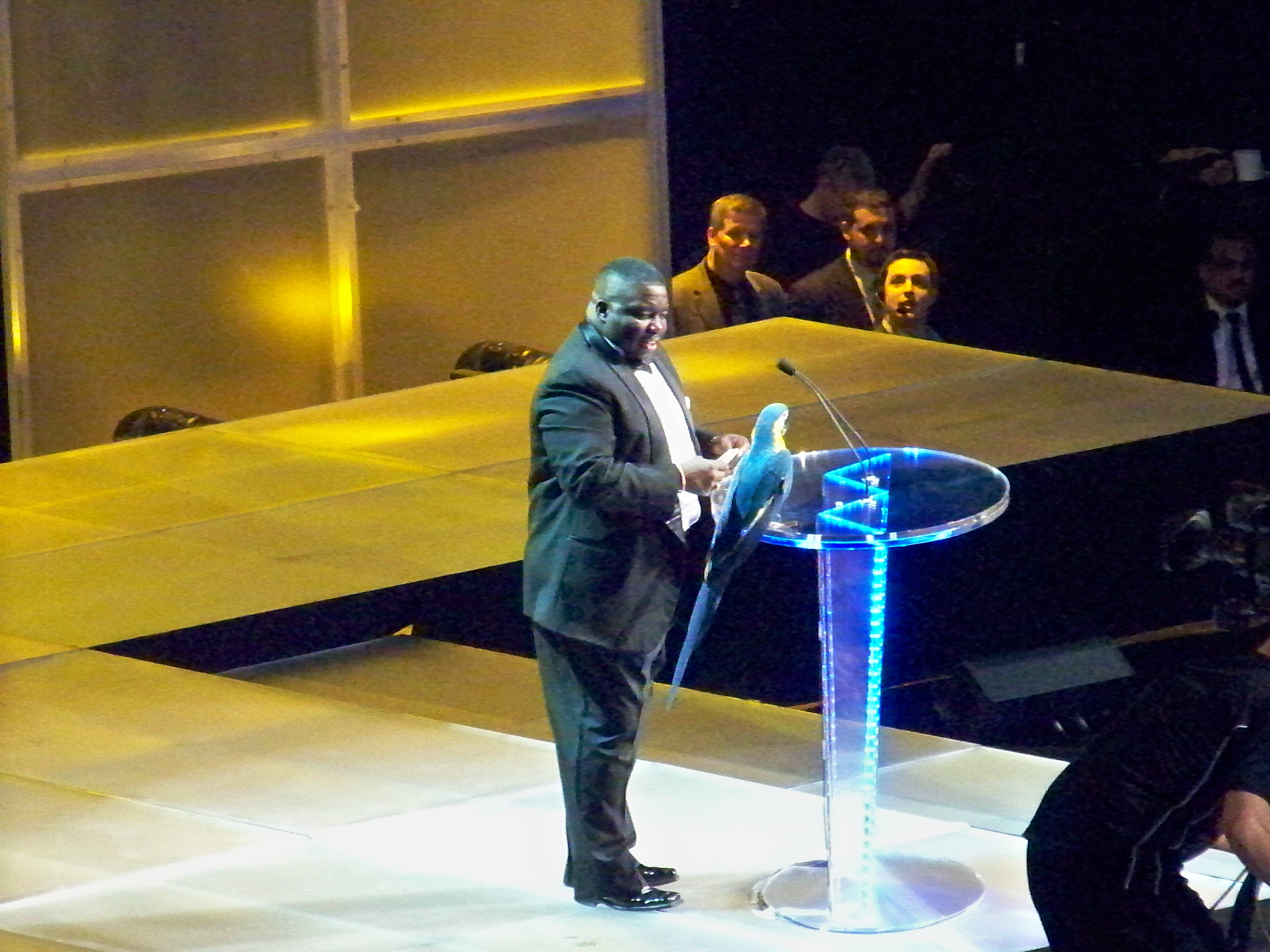
WWE殿堂入り式典（2009年）

コンチネンタル・レスリング・アソシエーション
- NWAミッドアメリカ・ヘビー級王座：6回[3]
- NWAミッドアメリカ TV王座：1回[16]
- CWA USジュニアヘビー級王座：1回[4]
- AWA南部タッグ王座：7回（w / ノーベル・オースチン×3、ボビー・イートン×2、スタン・レーン×1、ダッチ・マンテル×1）[17]

ユナイテッド・ステーツ・レスリング・アソシエーション
- USWA統一世界ヘビー級王座：2回[10]
- USWA世界タッグ王座：1回（w / Rex Hargrove）[18]

チャンピオンシップ・レスリング・フロム・フロリダ
- NWA USタッグ王座（フロリダ版）：1回（w / ノーベル・オースチン）[5]

ワールド・レスリング・エンターテインメント
- WWE殿堂：2009年度（インダクターはホンキー・トンク・マン）[19]

その他
- IWCCWヘビー級王座：1回
- RWFヘビー級王座：1回